# مقاطعة تود (مينيسوتا)
مقاطعة تود (بالإنجليزية: Todd County)‏ هي إحدى مقاطعات ولاية مينيسوتا في الولايات المتحدة الأمريكية.